# پینناوالا
پینناوالا (به لاتین: Pinnawala) یک منطقهٔ مسکونی در سری‌لانکا است که در استان ساباراگامووا واقع شده‌است.